# George Burns
George Burns (właśc. Nathan Birnbaum; ur. 20 stycznia 1896 w Nowym Jorku, zm. 9 marca 1996 w Beverly Hills) – amerykański aktor filmowy i teatralny, komik, piosenkarz oraz prezenter telewizyjny. Laureat Oscara za drugoplanową rolę w filmie Promienni chłopcy (1975).

## Nagrody
- Nagroda Akademii Filmowej 1976: Promienni chłopcy (Najlepszy aktor drugoplanowy)